# Edouard Volodarski
Edouard Iakovlevitch Volodarski (en russe : Эдуа́рд Я́ковлевич Волода́рский), né le 3 février 1941 à Kharkov et mort le 8 octobre 2012 à Moscou, est un dramaturge et scénariste soviétique puis russe.

## Biographie
Edouard Volodarski nait le 3 février 1941 à Kharkov dans la famille de Jacob Isaakovich Volodarski et Mary Iakovlevna Brigova. En 1968, il est diplômé du département des scénaristes de l'Institut national de la cinématographie.
Comme scénariste, Edouard Volodarski fait sa première expérience sur le court métrage Le sixième été (1967) de Valeri Roubintchik, suivi par L'explosion blanche (1969) de Stanislav Govoroukhine. Plus tard, il a participé à la création du film Le Nôtre parmi les autres de Nikita Mikhalkov.
Après qu'une série de films basés sur ses scénarios, fait objet de la censure ( Le Chemin de retour, La Vérification, La deuxième tentative de Victor Krokhine, Mon ami Ivan Lapchine), il se tourne vers le théâtre.
Sa première pièce, Nos dettes, a été immédiatement adaptée au théâtre d'art de Moscou par Oleg Efremov, et par la suite a été jouée dans cent vingt-neuf théâtres de l'URSS. En 1977, Volodarski retravaille la pièce en scénario qui sera porté à l'écran par Boris Iachine (ru). Un grand succès rencontre également son drame En partant retourne-toi. Au total, Volodarsky a écrit onze pièces et plus de cinquante scénarios. Avec Vladimir Vyssotski il a coécrit Les Vacances à Vienne (Венские каникулы), l'histoire de quatre militaires soviétiques capturés par les allemands lors de la Seconde Guerre mondiale qui s'évadent la veille de la capitulation du Troisième Reich et vivent toute sorte d'aventures sur l'ancien territoire ennemi. Les auteurs espéraient en tirer un film, mais encore une fois la censure soviétique ne l'a pas approuvé.
Parmi les plus célèbres films basés sur des scénarios de Volodarski il y a Bataillon disciplinaire, Emelian Pougatchev, Les Demidov, Mon ami Ivan Lapchine, Moonsund, Adieu, la jeunes Zamoskvoretche (presque une autobiographie), À chacun sa propre guerre (16 épisodes, 2011), Trotsky, Abysses. Le septième cercle.
Membre de l'Union des écrivains soviétiques (1976) et de l'Union des Cinéastes de Russie.
Décédé le 8 octobre 2012 à Moscou, il est enterré le 11 octobre au cimetière Vagankovo.
En juin 2017, l'agence de presse RIA Novosti a annoncé que le réalisateur russe Fiodor Bondartchouk projette le tournage du film Les Vacances à Vienne d'après l’œuvre originale d'Edouard Volodarski et Vladimir Vyssotski.

## Œuvre

### Scénario de film
- 1971 : La Vérification (Проверка на дорогах, Proverka na dorogakh) d'Alekseï Guerman[3]
- 1974 : Le Nôtre parmi les autres (Свой среди чужих, чужой среди своих) de Nikita Mikhalkov
- 1977 : Nos dettes (ru) (Долги наши) de Boris Iachine (ru)
- 1983 : Les Demidov (Демидовы) de Yaropolk Lapchine (ru)
- 1984 : Mon ami Ivan Lapchine (Мой друг Иван Лапшин) d'Alekseï Guerman
- 1987 : Moonsund (ru) (Моонзунд) d'Aleksandre Mouratov (ru)
- 2011 : Dostoïevski téléfilm de Vladimir Khotinenko
- 2013 : Piotr Lechtchenko (Пётр Лещенко. Всё, что было…) de Vladimir Kott